# 小點白鰩
小點白鰩（學名：Leucoraja leucosticta），為軟骨魚綱鰩目鰩科白魟屬的一種，分布於東大西洋茅利塔尼亞到加彭海域，深度70至704公尺，體長可達80公分，棲息在大陸棚及大陸坡上層海域，為底棲性魚類，肉食性，卵生，生活習性不明。